# Joan Claudi Montane
Joan Claudi Montane Delneufcourt (* 18. September 1955) ist ein ehemaliger andorranischer Boxer.
Montane war Mitglied der dreiköpfigen Mannschaft, mit der Andorra 1976 bei den Olympischen Sommerspielen in Montreal zum ersten Mal in seiner Geschichte teilnahm.
Er trat im Halbschwergewicht an. Nach einem Walkover in der ersten Runde unterlag er in der zweiten Runde Ottomar Sachse aus der DDR.